# Công nghiệp sáng tạo
Công nghiệp sáng tạo (CNST) là tên gọi những ngành công nghiệp mới xuất hiện trong thế kỷ 20, tuy những ý tưởng ban đầu về lĩnh vực công nghiệp này bắt đầu từ khung thống kê dành cho các hoạt động văn hóa đã bắt đầu từ những năm 1986.
Tại Anh, công nghiệp sáng tạo được định nghĩa bao gồm 13 lĩnh vực trong số đó có cả chợ thủ công mỹ nghệ truyền thống, âm nhạc, điện ảnh, nghệ thuật biểu diễn, quảng cáo và kiến trúc. Theo định nghĩa như Hệ thống sản xuất ngành công nghiệp sáng tạo (Creative Industries Production system, CIPS) được tiếp thu bởi Singapore, Anh, New Zealand và Hồng Kông, quá trình đi từ một ý tưởng đến tiêu dùng bao gồm toàn bộ các khâu hình thành, sản xuất, phân phối và tiêu thụ. Theo đó, việc thương mại hóa các sản phẩm mang tính ý tưởng, có liên quan đến văn hóa và nghệ thuật là tiền đề cho sự hình thành của công nghiệp sáng tạo.
Công nghiệp sáng tạo là khái niệm bao gồm trong kinh tế tri thức . Trong thách thức của quá trình hội nhập và toàn cầu hóa, sáng tạo trở thành những phương tiện mạnh mẽ thúc đẩy phát triển kinh tế và toàn cầu hóa. Kinh tế sáng tạo, khái niệm của công nghiệp sáng tạo, là kinh tế tri thức, nhưng khác với kinh tế tri thức, kinh tế sáng tạo có thể đo lường được và tính được doanh thu, là một bộ phận kết nối giữa văn hóa và thương mại. Theo một báo cáo của UNCTAD (2008), CNST toàn cầu đóng góp khoảng 3.4% vào nền thương mại quốc tế và đạt một tốc độ tăng trưởng khoảng 8.7% trong những năm 2000 – 2005.
Theo định nghĩa của UNESCO, công nghiệp sáng tạo bao gồm những sản phẩm mang tính sáng tạo thuộc lĩnh vực văn hóa và nghệ thuật. Đó là hoạt động bắt nguồn từ sự sáng tạo, kỹ năng và năng khiếu của cá nhân, có tiềm năng tạo ra của cải, việc làm qua quá trình khai thác quyền sở hữu trí tuệ.

## Việc phát triển CNST tại một số quốc gia trên thế giới
Tại châu Âu và Bắc Mỹ, đã hình thành mạng lưới các thành phố sáng tạo và được UNESCO công nhận,  như thành phố văn học Edinburg (Scotland), thành phố âm nhạc Bologna (Ý) hay Sevilla (Tây Ban Nha) hay thành phố thiết kế Montréal (Canada), Berlin (Đức). Sự hình thành phân vùng các ngành công nghiệp sáng tạo, mạng lưới các quận huyện đã thúc đẩy tập trung hóa phân công lao động, giúp họ tiếp cận được với nguồn tri thức văn hóa và sáng tạo to lớn đầy tiềm năng. Theo số liệu điều tra của Eurostat và AMADEUS được ghi nhận bởi Vụ châu Âu (2006), tỉ lệ đóng góp của nền kinh tế sáng tạo vào các quốc gia châu Âu lần lượt là khoảng 3% (Anh), 3,2% (Thụy Sĩ), 3,4% (Litva), 2,5% (Hà Lan), 2,7% (Ba Lan). Thổ Nhĩ Kỳ được đánh giá là cửa ngõ sáng tạo kết nối giữa châu Âu và châu Á (, trang 48).
Tại châu Á, tuy khởi động muộn hơn các quốc gia châu Âu, nhưng các thành phố sáng tạo cũng đã được hình thành trong những năm 2001 – 2006 tại những thành phố lớn như Yokohama (Nhật Bản), Thượng Hải (Trung Quốc), Seoul (Hàn Quốc). Tại đó, có những mạng lưới công nghiệp sáng tạo cùng phân vùng mang nét đặc trưng văn hóa riêng của từng quốc gia. Một số điển hình có thể kể đến là Quận Văn hóa Tây Kowloon (Hồng Kông), Quận nghệ thuật Daishanzi Art (Bắc Kinh). Theo báo cáo của UNCTAD (2008), tại Hàn Quốc, làn sóng công nghiệp sáng tạo thúc đẩy sự phát triển mạnh mẽ của các sản phẩm công nghệ game, ảnh động và đồ họa đa chiều về thị giác, với sư gia tăng từ 12,7 triệu USD trong năm 1999 lên 37,5 triệu USD năm 2003 trong trị giá xuất khẩu lập trình truyền hình. Tại Thượng Hải, nhờ vào những chính sách như Kế hoạch phát triển 5 năm (2006 – 2010), đã có khoảng 75 khu công nghiệp sáng tạo mới dọc thành phố, tạo cơ hội làm việc cho hơn 25000 người, đẩy trị giá đóng góp của ngành CNST vào tổng giá trị GDP lên mức 6% vào năm 2005 . Tại Úc, một số dự án nhằm phát triển ngành CNST được tiến hành từ năm 2008 tại bang Queensland, với một số đề xuất được phê duyệt như việc xây dựng Trung tâm thiết kế tại địa điểm dễ tiếp cận thuộc khu vực trung tâm của bang.
Tại Mỹ Latinh, các chương trình đào tạo ngành CNST cũng được tổ chức bởi các tổ chức phi chính phủ như ACB/JR, MJK v.v. cho trẻ em thuộc đối tượng cần được bảo vệ, chăm sóc. Ngoài ra, các chương trình trao đổi và kết nối khu vực đã tạo cơ hội trao đổi, chia sẻ những kinh nghiệm trong khu vực về âm nhạc, vũ điệu và thời trang giữa các quốc gia Nam Mỹ. Những lễ hội carnival hình thành nền công nghiệp carnival tại các quốc gia như Brasil, Cuba, Columbia. Chile với sự phát triển công nghiệp âm nhạc, đội ngũ nhân lực có trình độ cao, được đánh giá là quốc gia đi đầu trong hệ thống thông tin Công nghệ sáng tạo với những thống kê về CNST được xuất bản thành ấn phẩm mỗi năm (, trang 52). Tại Columbia, nhiều lĩnh vực công nghiệp sáng tạo được xem là có đóng góp khoảng 10% cho sự giàu có của quốc gia này như công nghiệp thời trang, chế tác đồ trang sức, sản phẩm chăm sóc sức khỏe cá nhân (personal care products) và du lịch nghỉ dưỡng (health tourism) (, trang 66).
Các quốc gia vùng Trung Đông và châu Phi cũng đã bước đầu nhận thức được tầm quan trọng của nền công nghiệp sáng tạo. Báo cáo của UNCTAD (2008) cho thấy có khoảng 7 quốc gia châu Phi như Nam Phi có nền công nghiệp biểu diễn và 2 trong số đó đã hình thành được nền công nghiệp ghi âm là Nam Phi và Zimbaque. Các quốc gia vùng Trung Đông, theo khảo sát của WIPO (2004), lựa chọn xuất bản sách, âm nhạc (hòa âm ghi âm), sản xuất phim ảnh và công nghiệp phần mềm như là những ngành công nghiệp tiềm năng.

## Phân ngành
Bảng chi tiết phân ngành sản phẩm ngành công nghiệp Sáng tạo
Bảng phân loại áp dụng Harmonized system (HS 1996) do tại thời điểm khảo sát một số quốc gia chưa áp dụng HS 2006.
Ngoài ra các lĩnh vực dịch vụ sử dụng hệ thống phân loại EBOPs (hệ thống Cán cân thanh toán mở rộng) trình bày trong Hướng dẫn Thống kê Thương mại và Dịch vụ quốc tế (MSITS, 2002).
| Hàng hóa/ Dịch vụ                                                  | Nhóm (Ngạch)                                                                | Quy mô nhóm | Mô tả |
| ------------------------------------------------------------------ | --------------------------------------------------------------------------- | --- | --- |
| Hàng hóa sáng tạo (Creative goods)                                 | Thiết kế (Design)                                                           | Nhóm lớn nhất của ngành với 139 mã ngành (tiểu ngạch). Trong đó có thời trang (49 ngành), nội thất (50), đồ chơi (17), kim cương (12) và đồ họa                                                   | - Thời trang: giỏ, dây nịt, kính mát, hàng da v.v. - Nội thất: đồ gỗ, sản phẩm bàn ăn, giấy tường, bộ thắp sáng v.v. - Đồ chơi: đồ chơi có bánh xe, xe lửa điện, bộ ráp hình v.v. - Đồ họa và kiến trúc: Bản tranh gốc, bản vẽ kiến trúc v.v. - Kim cương: chế tác từ kim cương, đá quý v.v.                                                            |
|                                                                    | Sản phẩm nghệ thuật và thủ công mỹ nghệ (Arts and Crafts)                   | Nhóm lớn thứ hai bao gồm 48 mã ngành. Tổng số ngành trong mỗi tiểu ngạch như sau: thảm: 16; sợi: 11; đồ đan: 5; sản phẩm lễ hội: 2; sản phẩm giấy: 1; khác: 13                                    | - Thảm (thảm len, lông thú, cao su) - Sợi: dây đeo làm bằng tay, khăn thảm đan thêu tay, hàng thêu, nguyên liệu in hay làm bằng tay v.v. - Đồ đan: thảm trải, sản phẩm đan v.v. - Sản phẩm lễ hội: chế tác Giáng sinh, Fetivals, Carnivals, v.v - Sản phẩm giấy: sản phẩm giấy làm bằng tay - Khác: nến, hoa nhân tạo                                   |
|                                                                    | Sản phẩm nghệ thuật thị giác (Visual Arts)                                  | Tiểu ngạch chứa tổng cộng 19 ngành theo thứ tự như sau: nhiếp ảnh: 4; tranh: 1; tượng: 9; đồ cổ: 1; khác: 4                                                                                       | - Nhiếp ảnh: đĩa (plates) nhiếp ảnh dùng cho tái tạo offset, phim nhiếp ảnh và vi phim; đã phơi sáng và chỉnh sửa - Tranh: trang, khung gỗ dùng cho tranh, bột màu vẽ - Tượng: tượng và các chế tác trang trí khác làm từ gỗ, ngà voi, gốm, sứ v.v. - Đồ cổ: đồ cổ hơn 100 tuổi - Khác: các dạng phiên bản hoặc trang trí nghệ thuật, tranh, tượng v.v. |
|                                                                    | Xuất bản (Publishing)                                                       | 18 ngành trong các tiểu ngạch theo thứ tự như sau: báo:3; sách: 3; khác: 12 | - Báo: Báo, tạp chí - Sách: sách, từ điển, tờ bướm, tranh trẻ em, truyện tranh và các dạng ấn phẩm in khác - Khác: bản đồ, brochures, bưu thiếp, lịch v.v. |
|                                                                    | Âm nhạc (Music)                                                             | Âm nhạc gồm 7 mã ngành, bao gồm sáu loại băng và đĩa đã có ghi âm, và 2 mã cho trò chơi video (video games)                                                                                       | |
|                                                                    | Ứng dụng truyền thông mới (New media)                                       | 3 mã ngạch: 1 cho ứng dụng truyền thông ghi lại âm thanh và hình ảnh, 2 mã ngạch cho video games                                                                                                  | |
|                                                                    | Sản phẩm nghe nhìn                                                          | Nhóm này gồm 2 mã ngạch, có hai loại sản phẩm thuộc về phim điện ảnh | |
| Dịch vụ sáng tạo và nhượng quyền (Creative services and royalties) | Dịch vụ về nghệ thuật thị giác (Visual art)                                 | Gồm 2 nhóm theo thứ tư Nhiếp ảnh (7 mã ngành), tranh và tượng (1 mã ngành) | Nhiếp ảnh: gồm dịch vụ chụp ảnh chân dung, quảng cáo, lưu trữ copy và tái tạo ảnh, xử lý ảnh, các loại hình xử lý khác Tranh tượng: Bao gồm dịch vụ vẽ tranh tượng cho các tác gia, các nhà nghệ sĩ và mục đích khác |
|                                                                    | Dịch vụ giải trí và nghệ thuật biểu diễn                                    | Dịch vụ tổ chức sự kiện, nghệ thuật biểu diễn, các dạng nghệ thuật biểu diễn khác, bao gồm cả biểu diễn và vận hành thiết bị biểu diễn, thuyết trình trong sự kiện                                | |
|                                                                    | Âm nhạc                                                                     | Dịch vụ ghi âm và sản xuất nhạc theo hợp đồng | |
|                                                                    | Dịch vụ xuất bản                                                            | Xuất bản, in, đại diện thông tin theo phí hay hợp đồng | |
|                                                                    | Dịch vụ nghe nhìn và các dịch vụ có liên quan                               | Phát thanh và truyền hình: Dịch vụ phát sóng (lập trình và theo lịch), dịch vụ đăng tin đài phát thanh, dịch vụ hỗ trợ nghe nhìn, dịch vụ sản xuất chương trình phát thanh và hỗ trợ sau sản xuất | |
|                                                                    | Phim ảnh                                                                    | Phim ảnh động, chương trình truyền hình, dịch vụ sau sản xuất cho các chương trình truyền hình,                                                                                                   | |
|                                                                    | Thiết kế                                                                    | Nội thất: Dịch vụ thiết kế nội thất, các dịch vụ thiết kế đặc trưng khác | |
|                                                                    | Quảng cáo nghiên cứu thị trường và dịch vụ quần chúng (EBOPS 278, l.3)      | Các mã ngành trong ngạch 278 (EBOPs), gồm các dịch vụ quảng cáo, hội thảo, triển lãm, hội chơ v.v.                                                                                                | |
|                                                                    | Dịch vụ kiến trúc, công trình và các dịch vụ kỹ thuật khác (EBOPS 280, l.3) | Dịch vụ tiền thiết kế, tư vấn hỗ trợ kiến trúc và các hình thức quản lý hợp đồng kiến trúc | |
|                                                                    | Dịch vụ nghiên cứu và phát triển (EBOPS 279, l.3)                           | | |
|                                                                    | Dịch vụ cá nhân, văn hóa và giải trí (EBOPs 287, l. 1)                      | Dịch vụ lưu trữ, thư viện, bảo tàng (ngoại trừ tại điểm di tích và lịch sử), Vườn thực vật và vườn thú, dịch vụ bảo tồn thiên nhiên, công viên giải trí và các loại hình tương tư                 | |
|                                                                    | Chi phí nhượng quyền thương mại                                             | | Sáng chế, phát minh |

## Lợi ích kinh tế xã hội của việc phát triển CNST
Ngành CNST để phát triển cần có sự bảo hộ hữu hiệu đối với quyền sở hữu trí tuệ. (Báo cáo UNCTAD 2008, trang 24). Do đó, việc phát triển ngành CNST sẽ góp phần nâng cao nhận thức và bảo vệ quyền SHTT/ quyền tác giả của các sản phẩm, lĩnh vực của ngành CNST nhằm đáp ứng những yêu cầu theo những thỏa thuận WTO về Sở hữu trí tuệ. 
Chính phủ hỗ trợ ngành Công nghiệp sáng tạo sẽ thúc đẩy hình thành một môi trường cạnh tranh lành mạnh giữa các doanh nghiệp trong ngành nhờ có sự phối hợp đồng đều giữa các cơ quan chức năng trong quản lý và hỗ trợ phát triển ngành.
Thông qua hỗ trợ phát triển ngành tạo được cơ sở dữ liệu ngành, tăng khả năng quản lý để theo kịp tốc độ phát triển của các doanh nghiệp trong ngành. 
Ngành công nghiệp sáng tạo (CNST) tạo ra giá trị gia tăng cho sản phẩm công nghiệp (Ngành thiết kế bao bì, kiểu dáng công nghiệp, quảng cáo truyền thông)
Theo báo cáo của UNCTAD 2010,  tại một số quốc gia, Công nghiệp Sáng tạo có nhiều tiềm năng kết hợp với xu hướng phát triển các sản phẩm thân thiện môi trường, tạo ra nhiều sản phẩm mới cho các ngành công nghiệp và dịch vụ như ngành công nghiệp thời trang, du lịch sinh thái, những chương trình truyền thông hướng về môi trường.(, trang 67,68,69,70)  
CNST tạo giá trị kết nối giữa văn hóa truyền thống và những giá trị văn hóa mới. Theo báo cáo của UNCTAD, việc thương mại hóa những sản phẩm mang tính sáng tạo đem lại giá trị kinh tế đo lường được cho sản phẩm văn hóa, ví dụ như ngành công nghiệp âm nhạc tại các quốc gia Mỹ Latinh. Nhờ đó mà những giá trị văn hóa truyền thống tốt đẹp có cơ hội được bảo tồn và phát huy đến thế hệ sau.
Giá trị về đào tạo: phát triển tính sáng tạo, đổi mới đối với lực lượng lao động trẻ. Nghiên cứu cho thấy ngành CNST đóng góp khoảng 2% - 8% cho lực lượng lao động hàng năm và người lao động trong ngành có mức độ hài lòng cao tương đối so với các ngành nghề khác (, trang 25).

## Tại Việt Nam
Nhìn chung do các ngành công nghiệp sáng tạo chưa được định nghĩa rõ ràng tại Việt Nam nên chưa có các số liệu thống kê cụ thể.
Tại Thành phố Hồ Chí Minh, theo số liệu của Cục thống kê Thành phố, trong số 76.513 doanh nghiệp thuộc các thành phần kinh tế, có khoảng 753 doanh nghiệp làm về các ngành thiết kế quảng cáo, tư vấn đầu tư xây dựng, trang trí nội thất, chiếm 0,9%. Báo cáo của Sở Kế hoạch và Đầu tư cho thấy số lượng các doanh nghiệp làm xây dựng và dịch vụ xây dựng là 7.515 doanh nghiệp (chiếm gần 10%), khách sạn nhà hàng có 1.872 doanh nghiệp (chiếm khoảng 2%). Số lượng các doanh nghiệp dịch vụ không thuộc nhóm ngành dịch vụ cơ bản chiếm gần 1/3 trong tổng số doanh nghiệp khảo sát năm 2010.